# Leksikon Ruđera Boškovića
Leksikon Ruđera Boškovića Leksikografski zavod Miroslav Krleža objavio je 2011. godine povodom obilježavanja tristote obljetnice rođenja Ruđera Boškovića. Leksikon kroz sedamdeset članaka predstavlja Boškovićeve radove iz astronomije, arheologije, optike, matematike, fizike, geodezije, izume, građevinske i hidrotehničke ekspertize, filozofska shvaćanja, književne i popularno znanstvene radove, diplomatska snalaženja, prilike u kojima je djelovao, te njegov životopis. Leksikon donosi i više od 300 kratkih životopisa osoba koje se spominju u člancima, uglavnom Boškovićevih suvremenika, bibliografiju djela Ruđera Boškovića po područjima i po godini izdanja te literaturu o njemu. 
Leksikon je ilustriran naslovnicama Boškovićevih djela, grafikama i crtežima iz Boškovićevih knjiga, fotografijama Boškovićevih pisama, Boškovićeva kratera na Mjesecu, sudara protona, pijavica i polarne svjetlosti, slikama slikara iz XVIII. stoljeća, a suvremene su ilustracije, karte i fotografije korištene kada su se Boškovićeve teorije uspoređivale sa suvremenima ili objašnjavale na suvremen način.
U izradi članaka sudjelovalo je tridesetak hrvatskih znanstvenika iz Zagreba, Dubrovnika i Splita. Leksikon je uredila Antonijela Bogutovac, a redakciju čine i Bruno Kragić, Mihela Melem Hajdarović i Andrea Holenda. Ilustracije je priredila Marijana Jelić a predgovor je napisao Vlaho Bogišić.

## O izdanju:
- Godina izdanja: 2011.

- Glavna urednica: Antonijela Bogutovac

## Nagrade
2012. Knjižna nagrada Kiklop za leksikografsko djelo godine 

## Vanjske poveznice
- Leksikografski zavod Miroslav Krleža
- - Prva tri članka u Leksikonu  Arhivirana inačica izvorne stranice od 29. siječnja 2013. (Wayback Machine)